# アルベルト1世・デッラ・スカラ
アルベルト・1世・デッラ・スカラは（? - 1301年9月3日）、ヴェローナの領主。1277年に13世紀から14世紀にヴェローナを治めたスカリゲル家（Scaliger）の一員となった。
ジャコピーノ・デッラ・スカラの息子として生まれる。生涯についてわかっていることは少ないが、1272年と1275年にはマントヴァのポデスタ （Podestà、中世イタリアのコムーネにおける執政長官のこと）であり、1277年に兄のマスティーノ1世・デッラ・スカラが暗殺されたのに伴って、ヴェローナを継承したことが知られている。
アルベルトは1301年にヴェローナで亡くなった。彼の息子バルトロメウがバルトロメオ1世・デッラ・スカラとして後を継いだ。他の息子であったアルボイーノ1世・デッラ・スカラとフランチェスコ（のちのカングランデ1世・デッラ・スカラ（Cangrande I della Scala））も、それぞれ1304年、1312年にヴェローナの領主を継承した。娘のコスタンツァ（Costanza）は、フェラーラ侯爵オビゾ2世デステ（Obizzo II d'Este, Marquis of Ferrara）と結婚し第2妃となった。